# مائدا ناگاتانه
مائدا ناگاتانه (به ژاپنی: 前田 長種 Maeda Nagatane); ۱۱ مارس ۱۵۵۰ – ۱۲ آوریل ۱۶۳۱) سامورایی در دوره آزوچی-مومویاما و دوره ادو در خدمت خاندان مائدا در قلمرو کاگا بود. او با دختر مائدا توشی‌ایه ازدواج کرد.